# Baricz Árpád
Baricz Árpád (Gyergyószentmiklós, 1981. szeptember 7. –) romániai magyar matematikus, egyetemi tanár.

## Élete
Gyermekkorát Gyergyóalfaluban és Gyergyócsomafalván töltötte. 1999-ben érettségizett Gyergyószentmiklóson a Salamon Ernő Líceumban. 2003-ban végezte a Babeș–Bolyai Tudományegyetem (BBTE) matematika szakát, 2004-ben megszerezte a mesteri fokozatot. 2007-től egyetemi oktató a BBTE sepsiszentgyörgyi kihelyezett tagozatán, 2009-től adjunktus, 2014-től docens, 2018-tól egyetemi tanár. 2012-től az Óbudai Egyetem Alkalmazott Matematikai Intézetének kutatóprofesszora. 2008-ban doktorált a BBTE-n és a Debreceni Egyetemen.

## Munkássága
Kutatási területe: speciális függvények (Bessel-, hipergeometrikus, Marcum-függvények), analitikus egyenlőtlenségek és egyrétű függvények.

## Díjai
Tudományos eredményeiért 2009-ben és 2013-ban megkapta a Magyar Tudományos Akadémia (MTA) hároméves Bolyai-ösztöndíját. 2010-ben elnyerte a BBTE Tudományos Kutatási Díját, 2012-ben pedig az MTA Kolozsvári Akadémiai Bizottságának Fiatal Kutatói Díját.

## Művei

### Könyvei
- Generalized Bessel functions of the first kind, Lecture Notes in Mathematics, vol. 1994. Springer-Verlag, Berlin, 2010.
- Statisztika közgazdászoknak (András Szilárddal), Státus Kiadó, Csíkszereda, 2007.

### Szakcikkei (válogatás)
- Baricz, Árpád: Turán type inequalities for generalized complete elliptic integrals. Mathematische Zeitschrift, 256 (4), pp. 895–911, 2007.
- Baricz, Árpád: Functional inequalities involving Bessel and modified Bessel functions of the first kind. Expositiones Mathematicae, 26 (3), pp. 279–293, 2008.
- Baricz, Árpád: Some inequalities involving generalized Bessel functions.Mathematical Inequalities and Applications, 10 (4), pp. 827–842, 2007.
- Baricz, Árpád: Geometric properties of generalized Bessel functions. Publicationes Mathematicae-Debrecen, 73 (1-2), pp. 155–178, 2008.
- Baricz, Árpád: Turán type inequalities for hypergeometric functions. Proceedings of the American Mathematical Society, 136 (9), pp. 3223–3229, 2008.
- Baricz, Árpád: Tight bounds for the generalized Marcum Q-function. Journal of Mathematical Analysis and Applications, 360 (1), pp. 265–277, 2009.
- Baricz, Árpád: Mills' ratio: Monotonicity patterns and functional inequalities. Journal of Mathematical Analysis and Applications, 340 (2), pp. 1362–1370, 2008.
- Baricz, Árpád: On a product of modified Bessel functions. Proceedings of the American Mathematical Society, 137 (1), pp. 189–193, 2009.
- András, Szilárd; Baricz, Árpád: Properties of the probability density function of the non-central chi-squared distribution. Journal of Mathematical Analysis and Applications, 346 (2), pp. 395–402, 2008.
- András, Szilárd; Baricz, Árpád: Bounds for complete elliptic integrals of the first kind. Expositiones Mathematicae, 28 (4), pp. 357–364, 2010.
- Baricz, Árpád: Turán type inequalities for some probability density functions. Studia Scientiarum Mathematicarum Hungarica, 47 (2), pp. 175–189, 2010.
- Baricz, Árpád: Turán type inequalities for modified Bessel functions. Bulletin of the Australian Mathematical Society, 82 (2), pp. 254–264, 2010.